# GS Bretagne - Jean Floc'h/2005
Deze pagina geeft een overzicht van de wielerploeg Bretagne - Jean Floc'h in  2005.

## Algemeen
Algemeen manager: Jean Floc'h
Ploegleiders: Philippe Dalibard, Pascal Churin, Roger Trehin
Fietsmerk: ?

## Renners
| Naam                | Geboortedatum | Nationaliteit | Ploeg 2004                   |
| ------------------- | ------------- | ------------- | ---------------------------- |
| Vincent Cantero     | 28-12-1982    | Frankrijk     | Amateur                      |
| Antoine Dalibard    | 10-03-1983    | Frankrijk     | Amateur                      |
| Jean-Luc Delpech    | 27-10-1979    | Frankrijk     | Amateur                      |
| Sébastien Duret     | 03-09-1980    | Frankrijk     | Amateur                      |
| Charles Guilbert    | 15-05-1972    | Frankrijk     | V.C. Rouen 76                |
| Noan Lelarge        | 23-06-1975    | Frankrijk     | Amateur                      |
| David Le Lay        | 30-12-1979    | Frankrijk     | V.C. Roubaix-Lille Métropole |
| Carl Naibo          | 17-08-1982    | Frankrijk     | Amateur                      |
| Stéphane Petilleau  | 17-02-1971    | Frankrijk     | V.C. Roubaix-Lille Métropole |
| Yann Pivois         | 20-01-1976    | Frankrijk     | Amateur                      |
| Samuel Plouhinec    | 05-03-1976    | Frankrijk     | Geen Ploeg                   |
| Ludovic Poilvet     | 24-12-1983    | Frankrijk     | Amateur                      |
| Christophe Thébault | 26-12-1972    | Frankrijk     | Amateur                      |
| Piotr Zieliński     | 04-05-1984    | Polen         | Neo                          |

## Overwinningen
| Ronde van Normandië 3e etappe: Stéphane Petilleau Ronde van Bretagne 2e etappe: Charles Guilbert 5e etappe: Stéphane Petilleau Eindklassement: Stéphane Petilleau | Ronde van Gironde 1e etappe: Charles Guilbert Eindklassement: Charles Guilbert Route du Sud 2e etappe: Stéphane Petilleau Boucles de la Mayenne 3e etappe: Charles Guilbert | Ronde van de Ain 3e etappe: Carl Naibo 4e etappe: Samuel Plouhinec Eindklassement: Carl Naibo Ronde van de Toekomst 9e etappe: Carl Naibo |

Mannen: 2005 · 2006 · 2007 · 2008 · 2009 · 2010 · 2011 · 2012 · 2013 · 2014 · 2015 · 2016 · 2017 · 2018 · 2019 · 2020 · 2021 · 2022 · 2023 · 2024 · 2025
Vrouwen: 2020 · 2021 · 2022 · 2023 · 2024 · 2025